# Archtopgitaar

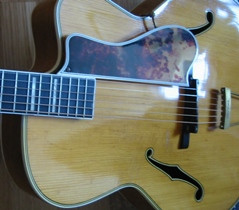
Een Levin Royal archtop gitaar uit 1949

Een archtopgitaar is een staalsnarige akoestische of semiakoestische gitaar met een gebogen bovenblad (vandaar de naam) die in de jaren veertig van de twintigste eeuw in trek kwam. Wanneer het een semiakoestisch model betreft spreekt men ook wel van een hollow body-gitaar. Vanwege hun samenstelling en aparte klank werden ze vooral gebruikt voor blues, jazz en new-countrymuziek. Vanaf het einde van de jaren veertig lieten gitaristen van bigbands gitaarelementen op hun archtopgitaren bouwen om zo toch nog boven het geluid van de blazers uit te kunnen spelen. Op deze manier werden de eerste semiakoestische gitaren geboren.
De bekendste modellen zijn de Gibson L5 en de Gibson super 400. Andere bekende fabrikanten van archtops zijn:
- Epiphone
- Gretsch
- Guild
- Ibanez